# Distrito electoral de Arandis
Arandis es un distrito electoral en la región de Erongo en Namibia. Su población es de 7477 habitantes. Incluye la ciudad principal de Henties Bay o Hentiesbay, también llamada Hentiesbaai en afrikáans.
- Datos: Q15076274